# اليمين زروال
اليمين زروال (3 يوليو 1941 في باتنة، الجزائر)، سياسي جزائري شغل منصب الرئيس السادس للجزائر من 31 يناير 1994 حتى 27 أبريل 1999.

## حياته
وُلد في مدينة باتنة. التحق بجيش التحرير الوطني عام 1957، حيث شارك في حرب التحرير بين 1957 و1962. بعد الاستقلال، تلقى تكوينا عسكريا في الاتحاد السوفياتي ثم في المدرسة الحربية الفرنسية عام 1974، ما أتاح له تولي عدة مسؤوليات في الجيش الوطني الشعبي. تم اختياره قائدًا للمدرسة العسكرية في باتنة، ثم للأكاديمية العسكرية في شرشال، وتولى قيادة النواحي العسكرية السادسة، الثالثة والخامسة. بعد ذلك، تم تعيينه قائدًا للقوات البرية في قيادة أركان الجيش الوطني الشعبي.
قدم استقالته بسبب خلافات مع الرئيس الشاذلي بن جديد حول مخطط لتحديث الجيش في عام 1989. إثر ذلك، عين سفيرًا في رومانيا عام 1990، لكنه قدم استقالته في عام 1991. وفي 10 يوليو 1993، تم تعيينه وزيرًا للدفاع الوطني. ثم أصبح رئيسًا للدولة لتسيير شؤون البلاد طوال المرحلة الانتقالية في 30 يناير 1994.
يُعد أول رئيس للجمهورية انتُخب بطريقة ديمقراطية في 16 نوفمبر 1995، رغم أن المعارضة تُصنف تلك الانتخابات بأنها مزورة. في 11 سبتمبر 1998، أعلن الرئيس زروال إجراء انتخابات رئاسية مسبقة، لينهي بذلك عهده في 27 أبريل 1999.
تُعرف شخصية الرئيس زروال بأنها بسيطة ومنضبطة، وقد أثبتت رزانته نجاحها في إدارة أخطر أزمة شهدتها الجزائر في تاريخها. كما يعرف زروال بمفاوضاته القوية وهيبته، فقد رفض لقاء الرئيس الفرنسي جاك شيراك في ظل شروط مهينة، كما رفض الرضوخ للكثير من مطالب صندوق النقد الدولي مما ساعد في الحفاظ على مستويات معيشية مقبولة. ورفض الاستمرار في الحكم وقصر عهده عندما بدأت بعض أطراف السلطة التفاوض سرا مع المجموعات المسلحة المتمردة.
حكم الرئيس زروال البلاد في أصعب الظروف، ويُنتقد في ضعف قدرته على التحكم في تناقضات المشهد السياسي في الجزائر وضعف مرونته في التعامل مع القضايا المتشابكة، بينما يراه مناصروه شجاعًا لتحمله مسؤولية الرئاسة في هذه الظروف الصعبة. ويُعتبر الأكثر نزاهة وتواضعًا بين جميع رؤساء الجزائر، حيث عاد بعد نهاية عهدته إلى منزله المتواضع في مسقط رأسه باتنة، وهو تقليد نادر في الدول ذات الأنظمة الديمقراطية العريقة. كما تنازل عن سيارة فاخرة من نوع مرسيدس وفيلا في الجزائر العاصمة.
وفي 6 يناير 2009، أعلنت جريدة "الخبر" في عددها الصادر عن موافقة الرئيس السابق اليمين زروال المبدئية على الترشح للانتخابات الرئاسية لعام 2009، لكنه وضع شروطًا لذلك. وقال للأشخاص الذين استقبلهم في بيته: "لست طامعًا في منصب أو مسؤولية، ولكنني أعتبر نفسي ابن هذا الشعب وإذا كان الشعب بحاجة إليّ، فإنني مستعد لتلبية ندائه."

## رؤساء حكومات الجزائر في عهده
| الترتيب | الصورة | اسم الرئيس     | بداية الرئاسة | نهاية الرئاسة | حزب إنتماء                  | ملاحظة |
| ------- | ------ | -------------- | ------------- | ------------- | --------------------------- | --- |
| 1.      |        | رضا مالك       | 1993          | 1994          | التحالف الجمهوري الديمقراطي | كانت حكومة مالك مشكلة بالفعل قبل تولي الرئيس اليامين زروال رئاسة للدولة في 30 يناير 1994 و بقيت تسيير في مهامها إلى غاية إنهائها في 11 أفريل 1994 |
| 2.      |        | مقداد سيفي     | 1994          | 1995          |                             | |
| 3.      |        | أحمد أويحي     | 1995          | 1998          | التجمع الوطني الديمقراطي    | |
| 4.      |        | إسماعيل حمداني | 1998          | 1999          |                             | |

## روابط خارجية
- اليمين زروال على موقع الموسوعة البريطانية (الإنجليزية)
- اليمين زروال على موقع مونزينجر (الألمانية)